# Spilosoma feifensis
Spilosoma feifensis är en fjärilsart som beskrevs av Edward P. Wiltshire 1988. Spilosoma feifensis ingår i släktet Spilosoma och familjen björnspinnare. Inga underarter finns listade i Catalogue of Life.